# Vilankurichi
Vilankurichi là một thị trấn thống kê (census town) của quận Coimbatore thuộc bang Tamil Nadu, Ấn Độ.

## Nhân khẩu
Theo điều tra dân số năm 2001 của Ấn Độ, Vilankurichi có dân số 9122 người. Phái nam chiếm 51% tổng số dân và phái nữ chiếm 49%. Vilankurichi có tỷ lệ 78% biết đọc biết viết, cao hơn tỷ lệ trung bình toàn quốc là 59,5%: tỷ lệ cho phái nam là 83%, và tỷ lệ cho phái nữ là 73%. Tại Vilankurichi, 11% dân số nhỏ hơn 6 tuổi.